# Mizuho Lin
Jennifer Karoline Lin (Foz do Iguaçu, 26 de maio de 1990), popular como Mizuho Lin, é uma cantora, compositora e musicista brasileira. É mais conhecida como atual vocalista da banda de death metal melódico Semblant.

## Carreira
Filha de descendentes de taiwaneses e poloneses, Lin teve seu primeiro contato com a música aos sete anos de idade, quando começou a cantar num coral infantil em sua cidade natal Foz do Iguaçu, Paraná, onde morou até seus 16 anos. Nesse mesmo período ela começou a ter suas primeiras aulas de piano clássico, que duraram três meses. Em seguida, ela deu uma pausa nos estudos teóricos e começou a aprender a tocar teclado sozinha.
Sua admiração pelo canto erudito se deu aos 11 anos de idade, época em que começou a ouvir bandas de heavy metal. E mais tarde, aos 15 anos, ela também começou a estudar guitarra. Posteriormente, Mizuho se mudou para a capital paranaense Curitiba, dando início às suas aulas de canto lírico, ingressando também numa faculdade de música em seguida.
No ano de 2010, após ser vista por um dos membros da banda de metal Semblant durante uma performance em sua faculdade, ela recebeu o convite para se tornar a segunda vocalista do conjunto, assumindo o posto deixado por Katia Shakath, recém-saída do grupo. Lin imediatamente cumpriu a agenda de shows da banda, que incluía alguns concertos e festivais para a promoção do álbum Last Night of Mortality (2010).
Mais tarde em 2011, foi lançado o primeiro trabalho oficial da banda com Mizuho, o EP Behind the Mask, cujo foi muito bem aceito pela crítica especializada. Nesse período a banda ganhou bastante popularidade em território brasileiro e realizou diversos shows pelo país, culminando no lançamento dos álbuns Lunar Manifesto (2014), Obscura (2020) e Vermilion Eclipse (2022).
Além de seu trabalho com o Semblant, Lin passou a integrar a partir de 2022 o trio de metal sinfônico The Erinyes, que lançou um álbum autointitulado no mesmo ano e que conta também com as cantoras Nicoletta Rosellini e Justine Daaé. Lin ainda compôs e interpretou duas canções especialmente feitas para a trilha sonora do longa-metragem brasileiro Virando a Mesa (2022), produção disponibilizada pela Netflix.

## Vida pessoal
Lin cita as cantoras Tarja Turunen, Floor Jansen e Mariangela Demurtas como suas maiores inspirações dentro da cena do metal, e suas bandas favoritas são os grupos de metal sinfônico Nightwish e After Forever. Ela é casada com o guitarrista Fabricio Reis (ex-Holiness, Sculptor) e possui uma franquia de chá de bolhas (bebida típica taiwanesa).
Em 31 de outubro de 2022, Lin publicou um vídeo em suas mídias sociais manifestando apoio ao movimento nas ruas que contestava o resultado das eleições presidenciais de 2022, e defendendo a intervenção militar no país. Sua fala obteve uma forte repercussão negativa, resultando no afastamento temporário da vocalista para as próximas apresentações do Semblant, e posteriormente no cancelamento de dois concertos que estavam agendados para São Paulo e Curitiba em novembro de 2022 como suporte da banda Epica.

## Discografia

### Semblant
- Lunar Manifesto (2014)
- Obscura (2020)
- Vermilion Eclipse (2022)

### The Erinyes
- The Erinyes (2022)

### Participações
| Ano  | Artista               | Álbum                   | Faixa                                |
| ---- | --------------------- | ----------------------- | ------------------------------------ |
| 2013 | Lords of Aesir        | Lost the Hope           | (Múltiplas faixas)                   |
| 2014 | Lords of Aesir        | Dream for Eternity      | (Múltiplas faixas)                   |
| 2014 | Evergrey              | Hymns for the Broken    | "The Awakening (Portuguese Version)" |
| 2017 | Ankhy                 | Prologue                | "All Men Must Die"                   |
| 2018 | Beto Vázquez Infinity | Humanity                | "Master of Fools"                    |
| 2019 | Warrel Dane           | Shadow Work             | "Madame Satan"                       |
| 2020 | Luna Akire            | "Heróis" (single)       | "Heróis"                             |
| 2020 | Frontiers All Stars   | "Push Through" (single) | "Push Through"                       |
| 2022 | Nasson                | Scars                   | "We Are the Army"                    |